# Moinhos
Mário Jorge Moinhos Matos (Vila Nova de Gaia, Portugal; 13 de mayo de 1949 – 7 de noviembre de 2023) fue un futbolista portugués que jugó en la posición de delantero.

## Carrera

### Club
| Periodo   | Club           |
| --------- | -------------- |
| 1965-1969 | Vilanovense FC |
| 1969-1973 | Boavista FC    |
| 1973–1977 | SL Benfica     |
| 1977–1980 | Boavista FC    |
| 1980–1984 | SC Espinho     |

### Selección nacional
Jugó para Portugal en siete ocasiones de 1975 a 1976 y anotó un gol en la victoria por 2-0 ante Chipre el 8 de junio de 1975 en Limassol por la clasificación para la Eurocopa 1976. Debutó el 24 de abril de 1975 en una victoria por 2-0 ante Francia en un partido amistoso en París. Su último partido fue el 16 de octubre de 1976 en una derrota de local por 0-2 ante Polonia por la clasificación de UEFA para la Copa Mundial de Fútbol de 1978.

## Logros
- Primeira Liga (3): 1975, 1976, 1977
- Supercopa de Portugal (1): 1979